# Indolizin
Az indolizin heterogyűrűs, aromás szerves vegyület, az indol izomerje.  Számos alkaloid szerkezeti magját alkotja, pl.: pumiliotoxin 251D.

## Fordítás
Ez a szócikk részben vagy egészben  az   Indolizine című angol Wikipédia-szócikk fordításán alapul.  Az eredeti cikk szerkesztőit annak laptörténete sorolja fel. Ez a jelzés csupán a megfogalmazás eredetét és a szerzői jogokat jelzi, nem szolgál a cikkben szereplő információk forrásmegjelöléseként.

## Külső linkek
- Chemical synthesis of indolizines